# ブスー語
ブスー語（Busuu language）はカメルーンのニジェール・コンゴ語族に属する未分類の言語である。1986年には8名、2005年には3名しか話者は残っていないとR. ブレトン（R Breton）は記している

## Beboid語に分類することへの疑問
Furu-Awa地区（カメルーン北部にあってナイジェリアに隣接している）では、1984年から1986年にかけてALCAM（カメルーン言語地図、フランス語Atlas Linguistique du Cameroun）による3つの作戦が行われた。対象となった言語は3つの非Jukunoid語で、Bikya語とBishuo語は恐らくBeboid語の一つであるとされたが、ブスー語はここに分類することはできなかった。
これらの言語は5つの村に住む少数の老人によってのみ話されている。
Furu-Awa村と(Furu-)Nangwa村にはブスー語を、(Furu-)Turuwa村と(Furu-)Sambari村にはBishuo語を、Furubana村には
Bikya語を話す住民がそれぞれいる。
語彙を分析した結果、Bishuo語とそれに近いBeboid語とは24%の語彙で類似性があった。
また、Bikya語をSaari語やNoni語と比較したところ、それぞれ16%、17%の類似性があった。ブスー語について同様に比較すると、それぞれ類似性は8%、7%であった。

## 参照
- busuu（ブスー語にちなんで名付けられたオンラインネットワーク）

## メモ
1. ↑  Hammarström, Harald; Forkel, Robert; Haspelmath, Martin et al., eds (2016). “ブスー語”. Glottolog 2.7. Jena: Max Planck Institute for the Science of Human History
2. ↑  "Ethnologue report for language code: bju" Ethnologue (SIL International)
3. ↑  Ltd, Hymns Ancient & Modern (March 2005). ThirdWay. Hymns Ancient & Modern Ltd. p. 33 2011年1月1日閲覧。
4. ↑  Breton, Roland: Is there a Furu language group? An investigation on the Cameroon-Nigeria border in Journal of West African Languages Vol. 23, Number 2, “アーカイブされたコピー”. 2012年2月18日時点のオリジナルよりアーカイブ。2012年2月19日閲覧。